# Loc Ninh
Lộc Ninh é uma cidade, capital e distrito da província de Binh Phuoc, na região sudeste do Vietnã. Em 2009, possuía cerca de 109 mil habitantes e uma densidade populacional de 127.4 habitantes por km².
Uma grande batalha, a Batalha de Lộc Ninh, ali ocorreu durante a Guerra do Vietnã. Tomada pelos norte-vietnamitas aos sulistas após quatro dias de combates, em abril de 1972, a cidade, localizada a cerca de 100 km da antiga capital Saigon (hoje Cidade de Ho Chi Minh), foi utilizada como sua própria capital no Vietnã do Sul pelos comunistas até o fim da guerra, em 1975.